# Королівська дорога (Краків)

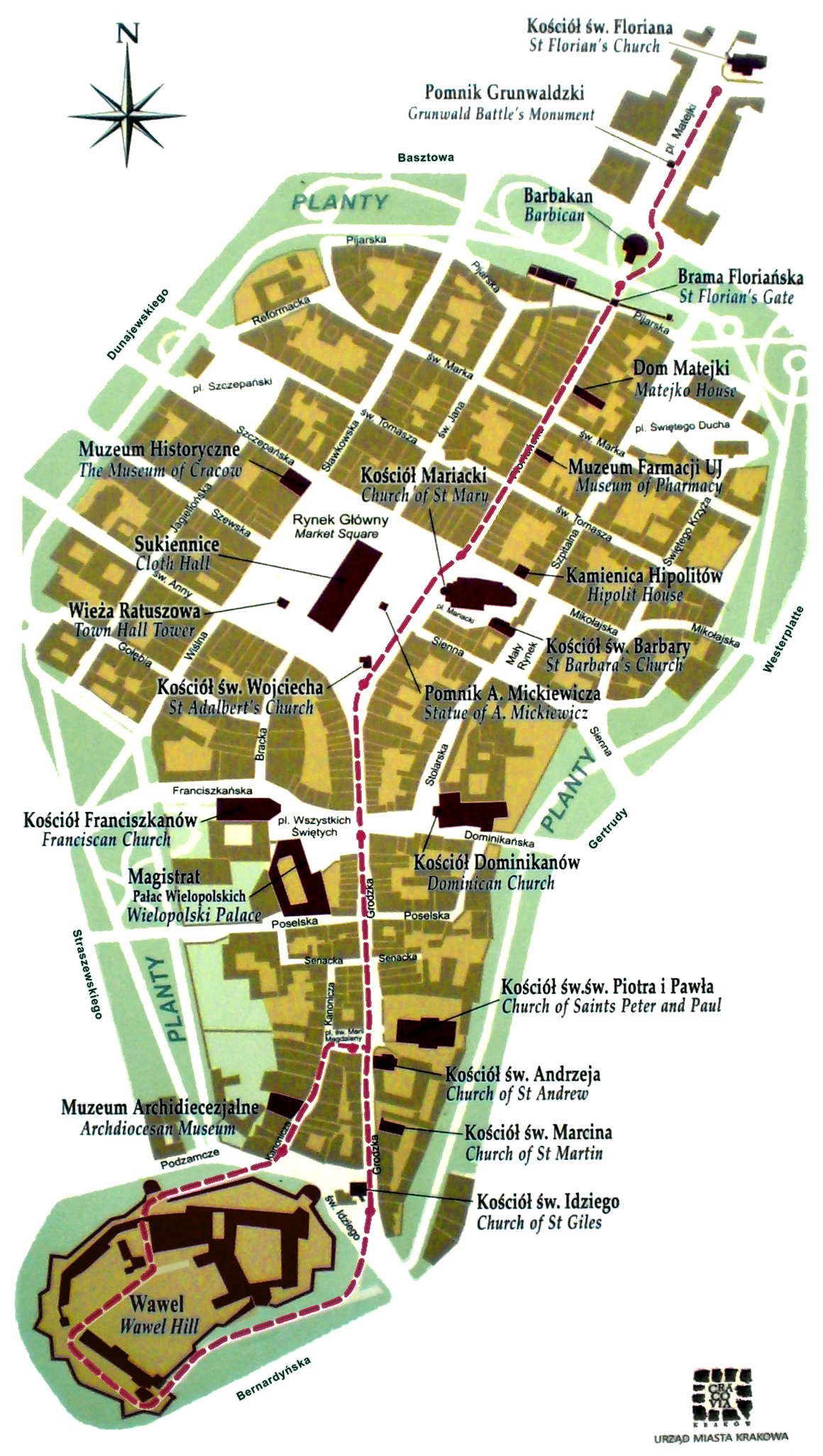
Карта Королівської дороги в Кракові

Королівська дорога (пол. Droga Królewska) — туристичний маршрут через історичну частину Кракова у Польщі. Королівська дорога проходить через все Старе місто) з півночі на південь. Починаючись на площі Матейка, вона йде через площу Ринок до королівського замку (Вавель).
- Площа Матейко (пол. Plac Jana Matejki)
- Барбакан (пол. Barbakan)
- Міські мури, Брама Флоріанська (пол. Mury obronne, Brama Floriańska)
- Флоріанська вулиця (пол. Ulica Floriańska)
- Площа Головний Ринок (пол. Rynek Główny)
- Маріацький костел (пол. Kościół Mariacki)
- Маріацька площа (пол. Plac Mariacki)
- Суконні ряди (пол. Sukennice)
- Пам'ятник Адаму Міцкевичу (пол. Pomnik Adama Mickiewicza)
- Костел Святого Войцеха (пол. Kościół św. Wojciecha)
- Костел Святої Трійці (домініканців) (пол. Kościół Świętej Trójcy)
- Площа Всіх Святих (пол. Plac Wszystkich Świętych)
- Палац Велопольських (головна резиденція адміністрації міста) пол. Pałac Wielopolskich
- Костел францисканців (пол. Kościół św. Franciszka z Asyżu)
- Костел Святих Петра і Павла (пол. Kościół Świętych Apostołów Piotra i Pawła)
- Костел Святого Андрія (пол. Kościół św. Andrzeja)
- Вавель (пол. Wawel)

## Фото-тур
| Королівська дорога на південь від Клепажа до Флоріанської вулиці (зліва направо) |                  |                   |                    |
| Костел Святого Флоріана                                                          | Барбакан Кракова | Брама Флоріанська | Флоріанська вулиця |

| Королівська дорога (продовження), від Головної площі до вулиці Гродзька (зліва направо) |                                                                        |                        |                   |                    |
| Маріацький костел                                                                       | Площа Головний Ринок (7 квітня 2005 року, марш пам'яті Івана Павла II) | Костел Святого Войцеха | Площа Всіх Святих | Палац Велопольских |

| Королівська дорога, вулицею Гродзька до Вавеля |                             |                         |                                             |
| Костел Святих Петра і Павла                    | Костел Андрія Первозванного | Замок на пагорбі Вавель | Собор Святих Станіслава і Вацлава на Вавелі |